# Cicloguanil
Cicloguanilul este un antimalaric analog de biguanidă, fiind utilizat în tratamentul unor forme de malarie. Este metabolitul activ al proguanilului.